# Dan Beirne

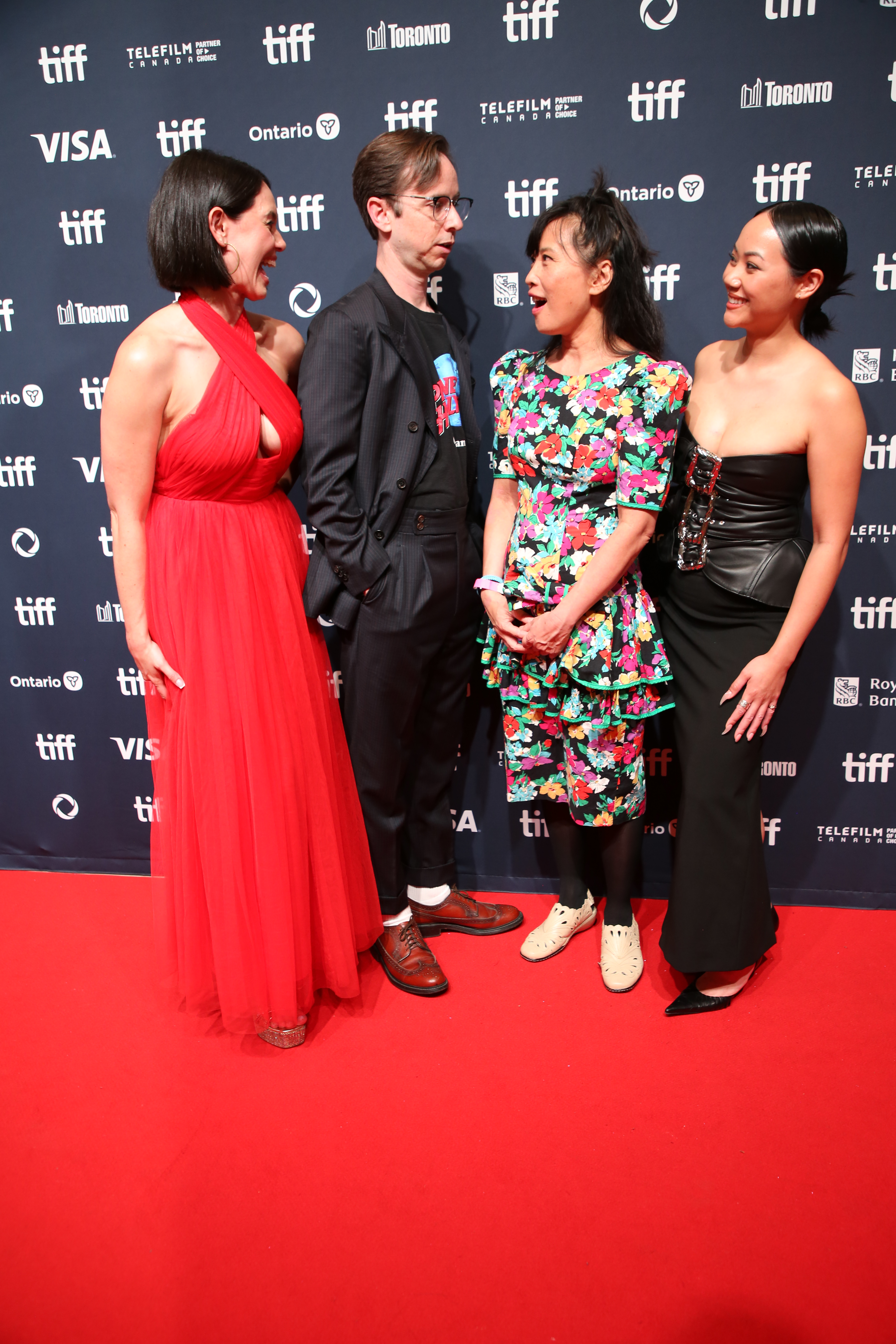
Andrea Werhun, Dan Beirne, Sook-Yin Lee und Emily Lê (von links) 2024 beim Toronto International Film Festival (TIFF)

Daniel Beirne (* 12. August 1982 in Ottawa) ist ein kanadischer Filmschauspieler und Drehbuchautor.

## Leben
Dan Beirne wurde in Ottawa, Kanada, geboren und hat sich ab 2008 als Schauspieler und Drehbuchautor in Film und Fernsehen einen Namen gemacht. Er war an einer Vielzahl von Serienprojekten beteiligt, darunter The Bitter End und Dad Drives, und er spielte auch in fünf Folgen von Fargo. Zu den Filmen, in denen Beirne mitwirkte, gehören The Trotzki, On the Road, Great Great Great und Suck It Up. Als Drehbuchautor war er unter anderem für die preisgekrönte Web-Serie Space Riders tätig, in der er auch selbst spielte.
Besondere Bekanntheit erlangte Beirne durch seine Rolle des ehemaligen kanadischen Premierministers William Mackenzie King in Matthew Rankins satirischem Biopic The Twentieth Century. Für diese Rolle erhielt Beirne im Rahmen der Canadian Screen Awards 2020 eine Nominierung als bester Schauspieler.
Vor seiner Karriere als Schauspieler und Drehbuchautor war Beirne als Autor und Herausgeber des Musik-Blogs „Said the Gramophone“ tätig, das 2009 vom Time Magazine als eines der 25 besten Blogs der Welt ausgewählt wurde.

## Filmografie (Auswahl)
- 2008: Who Is KK Downey?
- 2009: The Bitter End (Fernsehserie, 6 Folgen)
- 2012: Allein unter Jungs (Life with Boys, Fernsehserie, 1 Folge)
- 2012–14: Dad Drives (Fernsehserie, 11 Folgen)
- 2014: We Were Wolves
- 2014, 2020: Murdoch Mysteries (Fernsehserie, 2 Folgen)
- 2015: Fargo (Fernsehserie, 5 Folgen)
- seit 2017: Workin’ Moms (Fernsehserie)
- 2018: Carter (Fernsehserie, 1 Folge)
- 2019: American Hangman
- 2019: Detention Adventure (Fernsehserie, 6 Folgen)
- 2019: The Twentieth Century
- seit 2021: Ginny & Georgia (Netflix-Serie)
- 2023: Generation V (Gen V) (Fernsehserie)
- 2023: Priscilla

## Auszeichnungen (Auswahl)
Canadian Screen Award
- 2015: Auszeichnung in der Kategorie Best Original Program or Series produced for Digital Media – Fiction (Space Riders: Division Earth)
- 2020: Nominierung als Bester Hauptdarsteller (The Twentieth Century)[6]